# Succisa

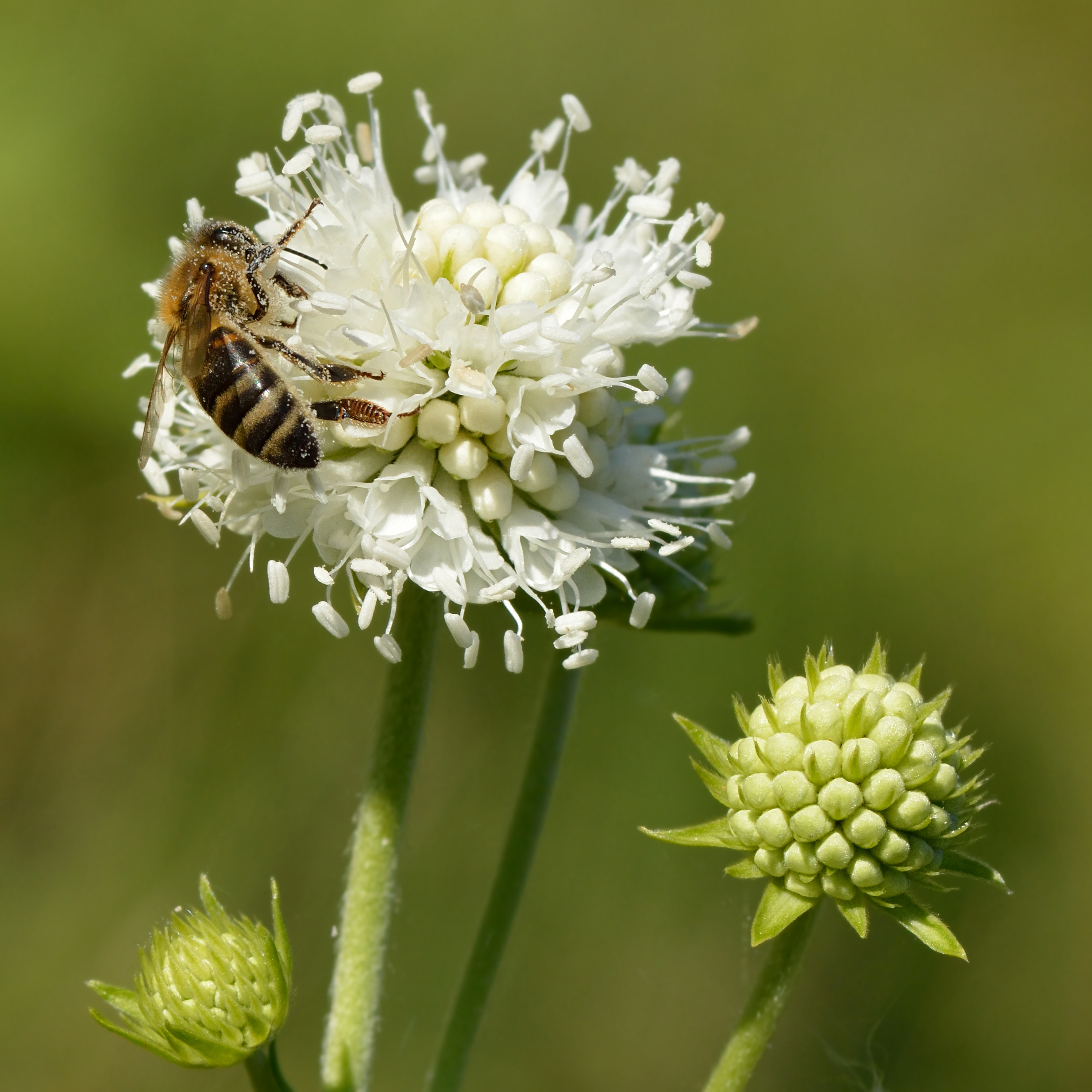
Mossegada del diable blanca

Succisa és un gènere de plantes angiospermes de la família de les caprifoliàcies (Caprifoliaceae), són natives d'Europa, Sibèria, el Caucas, Turquia, el nord d'Àfrica i el Camerun.

## Característiques
A Europa es troba només una sola espècie en estat natural, la mossegada del diable (Succisa pratensis), planta molt comuna als herbassars i a les vores de camins.
Les plantes d'aquest gènere són molt similars a les del gènere Knautia i Scabiosa.

## Taxonomia
Aquest gènere va ser publicat per primer cop l'any 1768 al primer volum de l'obra Historia Stirpium Indigenarum Helvetiae Inchoata del naturalista suís Albrecht von Haller (1708-1777).

### Espècies
Dins del gènere Succisa es reconeixen les 3 espècies següents:
- Succisa pinnatifida Lange
- Succisa pratensis Moench - mossegada del diable[4]
- Succisa trichotocephala Baksay